# District d'Hyderabad (Pakistan)
Pour l’article homonyme, voir District d'Hyderabad (Inde).
Le district d'Hyderabad (en ourdou : ضِلع حیدرآباد) est une subdivision administrative de la province du Sind au Pakistan. Constitué autour de sa capitale Hyderabad, le district est entouré par le district de Matiari au nord, les districts de Tando Allahyar et de Badin à l'est, le district de Tando Muhammad Khan au sud et enfin les districts de Thatta et de Jamshoro à l'ouest.
Le district compte près de 2,2 millions d'habitants en 2017 et vivent surtout à Hyderabad, deuxième ville du la province après Karachi, avec 1,7 million d'habitants. Une majorité de la population est muhadjire et ourdouphone, ce qui en fait un fief politique du Mouvement Muttahida Qaumi. Ceci en fait le second lieu de population de cette communauté, après Karachi, et le district est l'un des plus cosmopolites du pays.

## Histoire

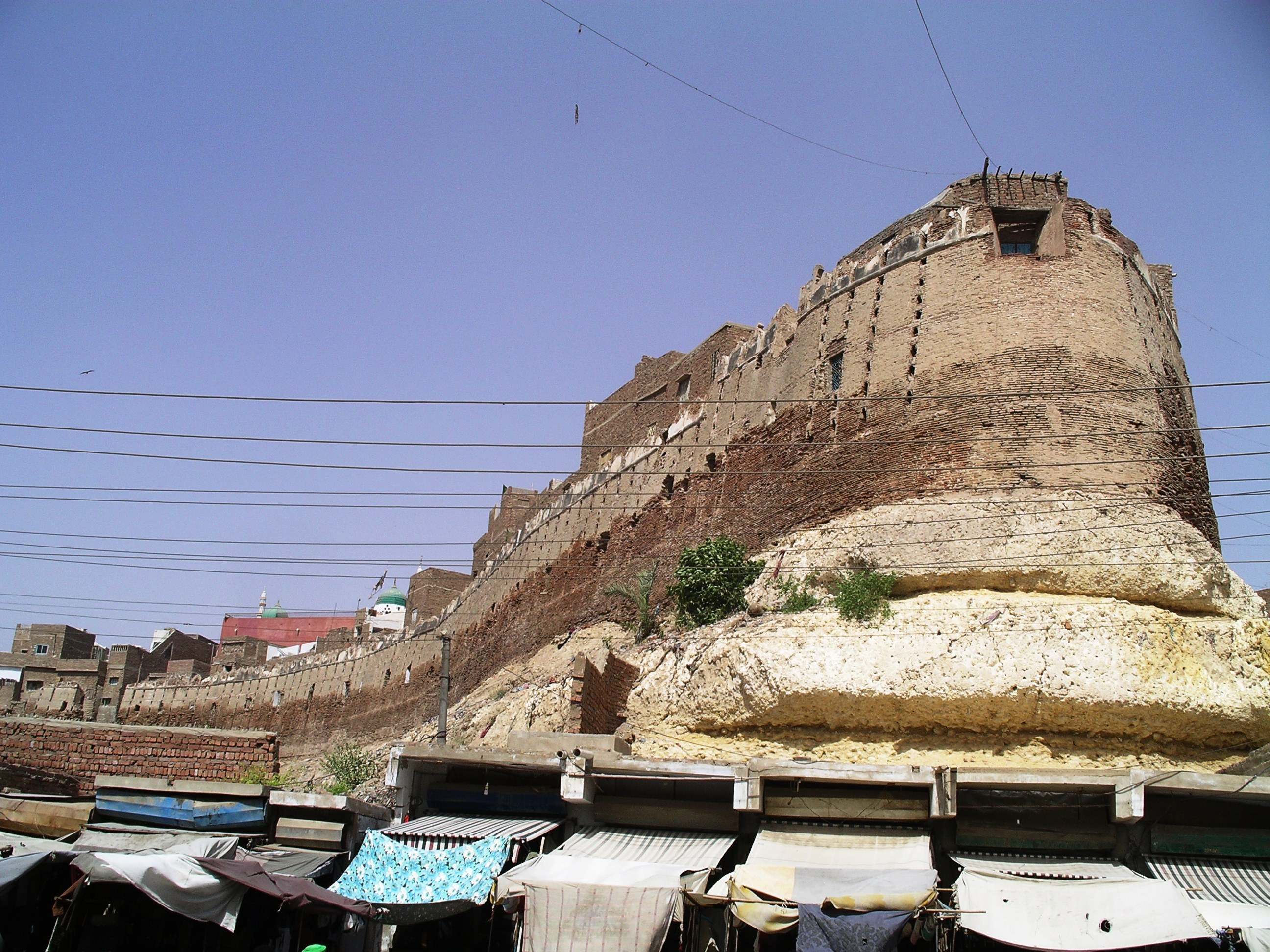
Le fort de Pacco Qillo.

La région de Hyderabad a été sous la domination de diverses puissances au cours de l'histoire, notamment le Sultanat de Delhi puis l'Empire moghol, avant d'être est intégrée au Raj britannique en 1858. La ville d'Hyderabad a été fondée en 1768, par le déplacement d'un capitale locale afin d'éviter les effets d'inondations récurrentes. Le fort emblématique de Pacco Qillo est construit l'année suivante.
Lors de l'indépendance vis-à-vis de l'Inde en 1947, la population majoritairement musulmane soutient la création du Pakistan. Lors de la partition, des hindous quittent alors la région pour rejoindre l'Inde, tandis que de nombreux migrants musulmans venus d'Inde s'y installent. De langue ourdou, ces immigrés vont former la communauté muhadjire qui devient légèrement majoritaire dans le district, créant des conflits avec les Sindis originaires de la province.
En 2004, le district perd une grande partie de sa superficie avec la création des districts de Matiari, Tando Allahyar et Tando Muhammad Khan.

## Démographie

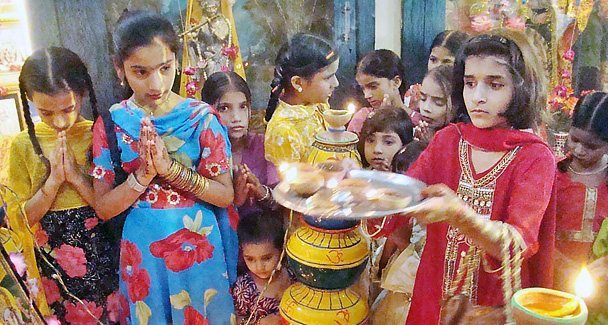
Filles hindoues à Hyderabad.

Lors du recensement de 1998, la population du district a été évaluée à 2 891 488 personnes, dont environ 51 % d'urbains. Le taux d'alphabétisation était de 44 % environ, équivalent aux moyennes nationale et provinciale de 44 % et 45 % respectivement. Il se situait à 53 % pour les hommes et 35 % pour les femmes, soit un différentiel de 18 points, un peu inférieur aux 20 points de la province du Sind. En prenant en compte les créations des districts de Matiari, Tando Allahyar et Tando Muhammad Khan en 2004, la population de 1998 est rétrospectivement ramenée à 1 494 866 habitants, dont 84 % d'urbains.
Le recensement suivant mené en 2017 pointe une population de 2 199 463 habitants, soit une croissance annuelle de 2 %, un peu inférieure aux moyennes nationale et provinciale de 2,4 %. Le taux d'urbanisation reste stable, à 83 %.
La langue la plus parlée du district est l'ourdou (52 %), suivi par le sindhi (33 %). On trouve une importante minorité hindoue, qui compte pour près de 12 % de la population. Il y a aussi environ 2,5 % de chrétiens en 1998, surtout protestants. Le district a aussi une minorité de ahmadis.

## Administration

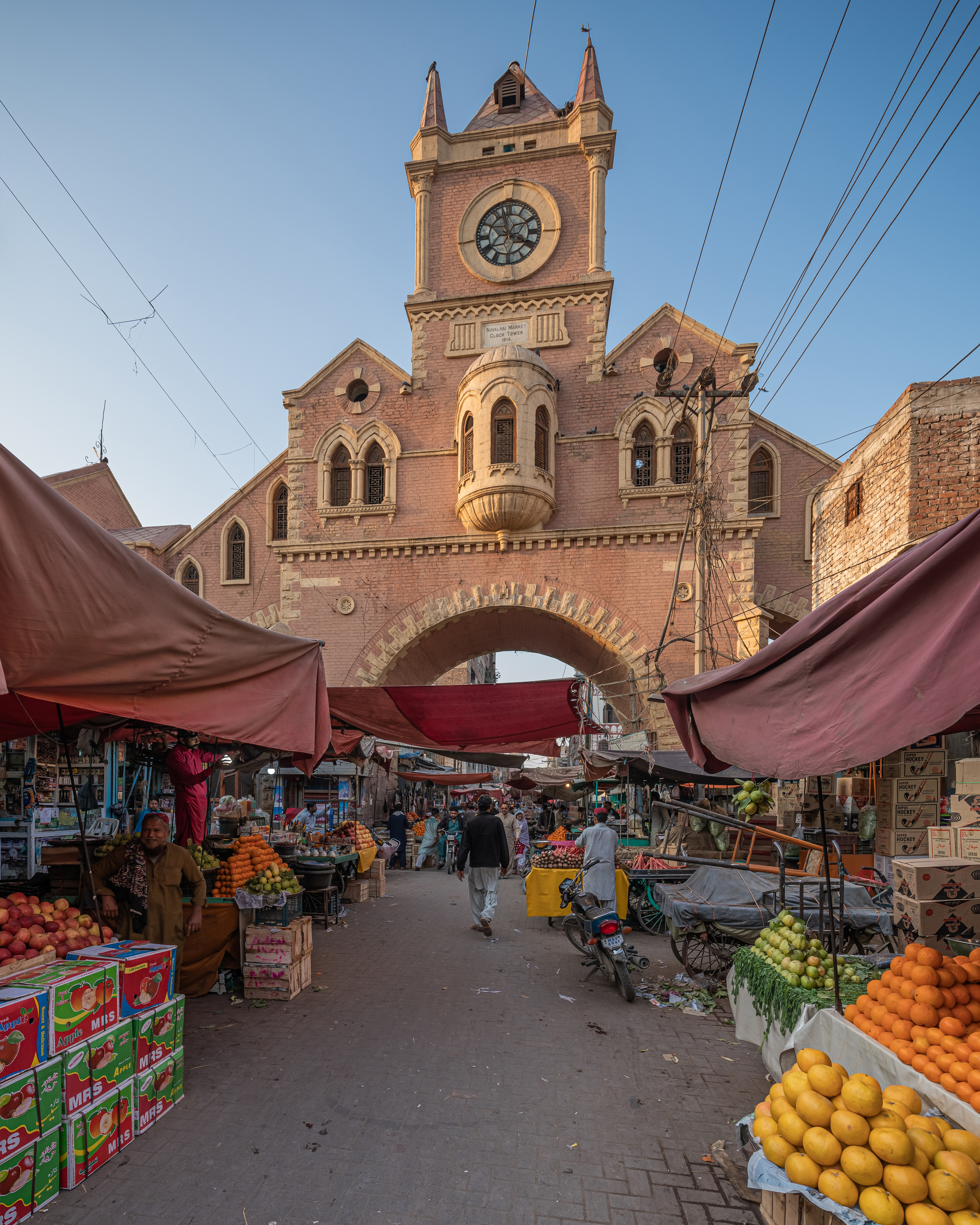
Tour du marché Navalrai de la ville d'Hyderabad.

Le district est divisé en quatre tehsils ainsi que 20 Union Councils.
| Tehsil         | Population (rec. 2017) |
| -------------- | ---------------------- |
| Hyderabad-Cité | 756 906                |
| Hyderabad      | 466 770                |
| Latifabad      | 672 504                |
| Qasimabad      | 304 899                |

Seules trois villes du district comptent plus de 20 000 habitants. La plus importante est de très loin la capitale Hyderabad, deuxième ville de la province du Sind et huitième du Pakistan, qui rassemble près de 79 % de la population du district et 95 % de sa population urbaine.
| Ville     | Population (rec. 2017) |
| --------- | ---------------------- |
| Hyderabad | 1 732 693              |
| Tando Jam | 78 989                 |
| Husri     | 21 073                 |

## Économie et éducation

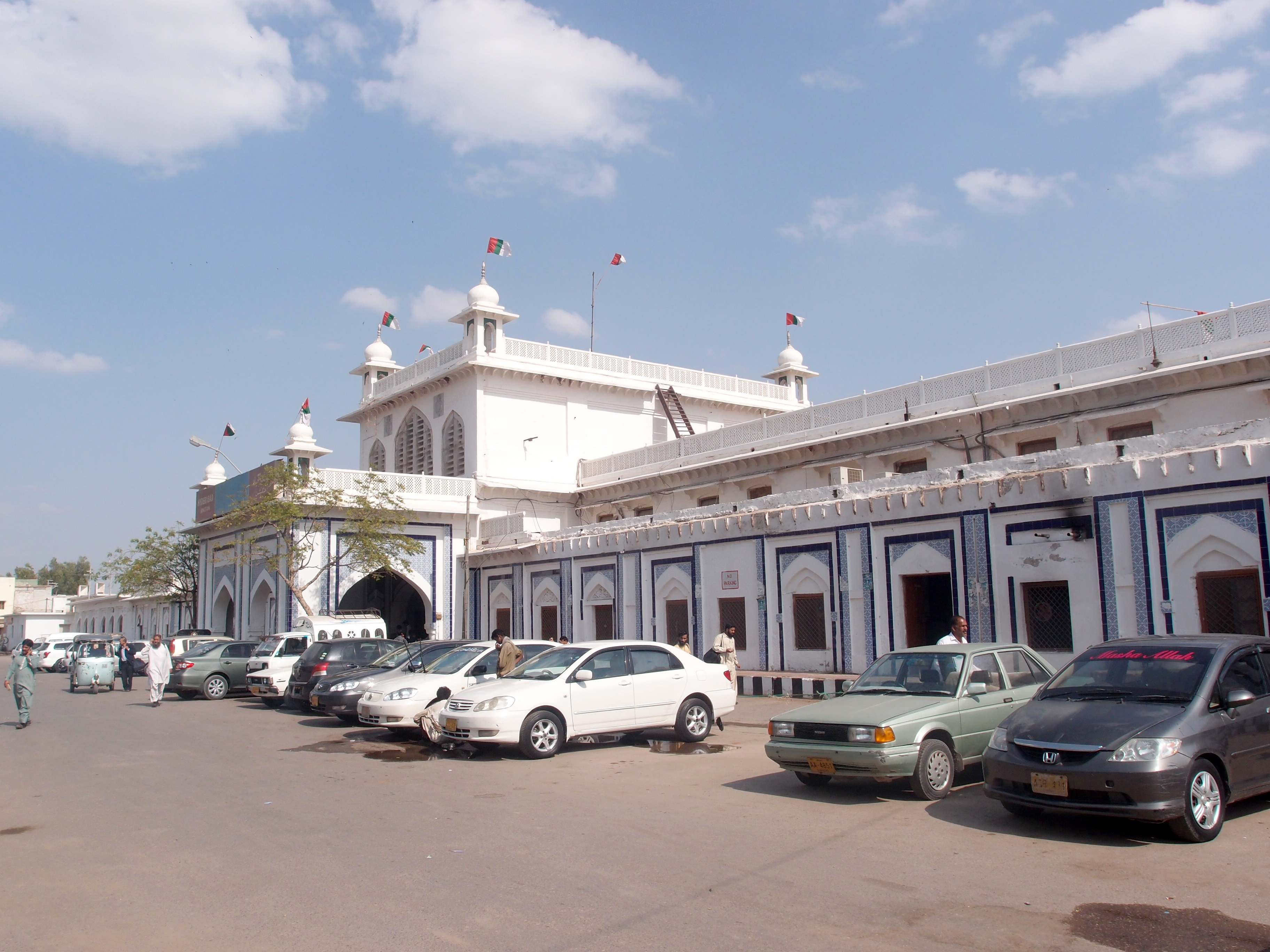
La gare d'Hyderabad.

La ville d'Hyderabad est un grand centre économique pour la province du Sind, et elle est bien reliée au réseau de transport du pays. La ligne de train reliant Karachi à Lahore passe par Hyderabad. Depuis 2018, l'autoroute no 9 relie Hyderabad à Karachi.
Selon un classement national de la qualité de l'éducation, le district se trouve un peu au dessus de la médiane du pays, avec une note de 60 sur 100 et une égalité entre filles et garçons de 89 %. Il est classé 59e sur 141 districts au niveau des résultats scolaires et 68e sur 155 au niveau de la qualité des infrastructures des établissements du primaire.

## Politique
Depuis la fin des années 1980, le district est un fief du Muttahida Qaumi Movement (MQM), qui représente les communautés muhadjires majoritaires dans le district, à l'instar de Karachi.
À la suite de la réforme électorale de 2018, le district est représenté par les trois circonscriptions no 225 à 227 à l'Assemblée nationale ainsi que les six circonscriptions no 62 à 67 de l'Assemblée provinciale du Sind. Lors des élections législatives de 2018, le MQM souffre d'importantes divisions et se scinde en plusieurs branches, dont certaines boycottent le scrutin. Le « MQM-Pakistan » remporte tout de même cinq des neuf sièges en jeu, malgré un important recul. Le Mouvement du Pakistan pour la justice réalise une percée électorale, sans parvenir à décrocher de siège.
| Parti                                       | Voix (national) | %       | Élus nationaux | Élus provinciaux |
| ------------------------------------------- | --------------- | ------- | -------------- | ---------------- |
| Mouvement Muttahida Qaumi                   | 98 699          | 22,86 % | 2              | 3                |
| Parti du peuple pakistanais                 | 110 654         | 25,63 % | 1              | 3                |
| Mouvement du Pakistan pour la justice       | 131 153         | 30,46 % | 0              | 0                |
| Autres partis                               | 85 399          | 19,78 % | 0              | 0                |
| Indépendants                                | 4 846           | 1,13 %  | 0              | 0                |
| Total exprimés (participation : 42,16 %)    | 431 708         | 100 %   | 3              | 6                |
| Source : Commission électorale du Pakistan, |                 |         |                |                  |